# Фритель, Пьер
Пьер Фритель (фр. Pierre Fritel; 5 июля 1853, Париж — 7 февраля 1942, fr:Rochefort-en-Yvelines) — французский художник и скульптор.

## Биография
Уроженец Парижа, Пьер Фритель был принят в 1872 году в Парижскую академию изящных искусств, где обучался у Александра Кабанеля и Эме Милле. Выставлялся на Парижском Салоне начиная с 1876 года. В 1877 году выиграл Римскую премию (II место) за картину на заданный сюжет «Захват галлами Рима», после чего, по условиям премии, был награждён поездкой в Рим, где проживал вместе с другими французскими художниками на вилле Медичи.
Главным увлечением Фрителя были картины на религиозный, мифологический и исторический сюжет.
Иногда он занимался росписями церквей (например, базилики Сен-Мартен в Туре) и созданиями эскизов для витражей (например, по его рисункам был исполнен 21 витраж для церкви Сен-Пьер в Бувине, посвященных битве, произошедшей в Средние века около этого города).
Будучи в основном художником, Пьер Фритель работал и как скульптор. Так, в 1923 году у подножия  знаменитой башни Беффруа в Дюнкерке был установлен памятник-кенотаф в память о погибших в Первой мировой войне. Его автором был Пьер Фритель.

## Галерея

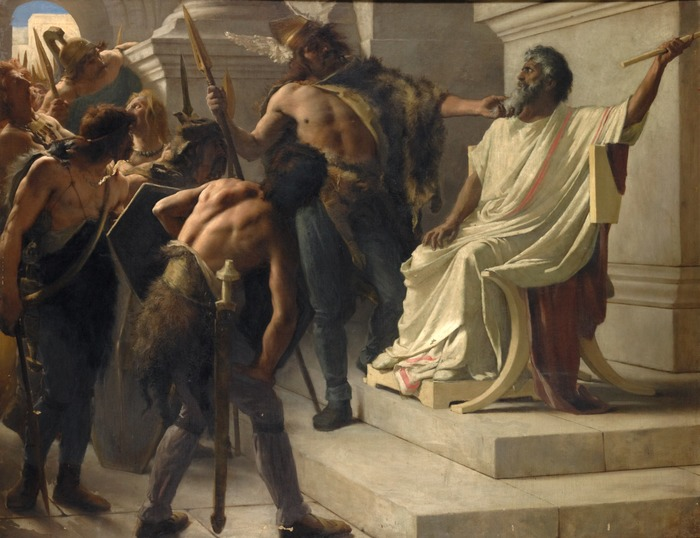
Захват галлами Рима.
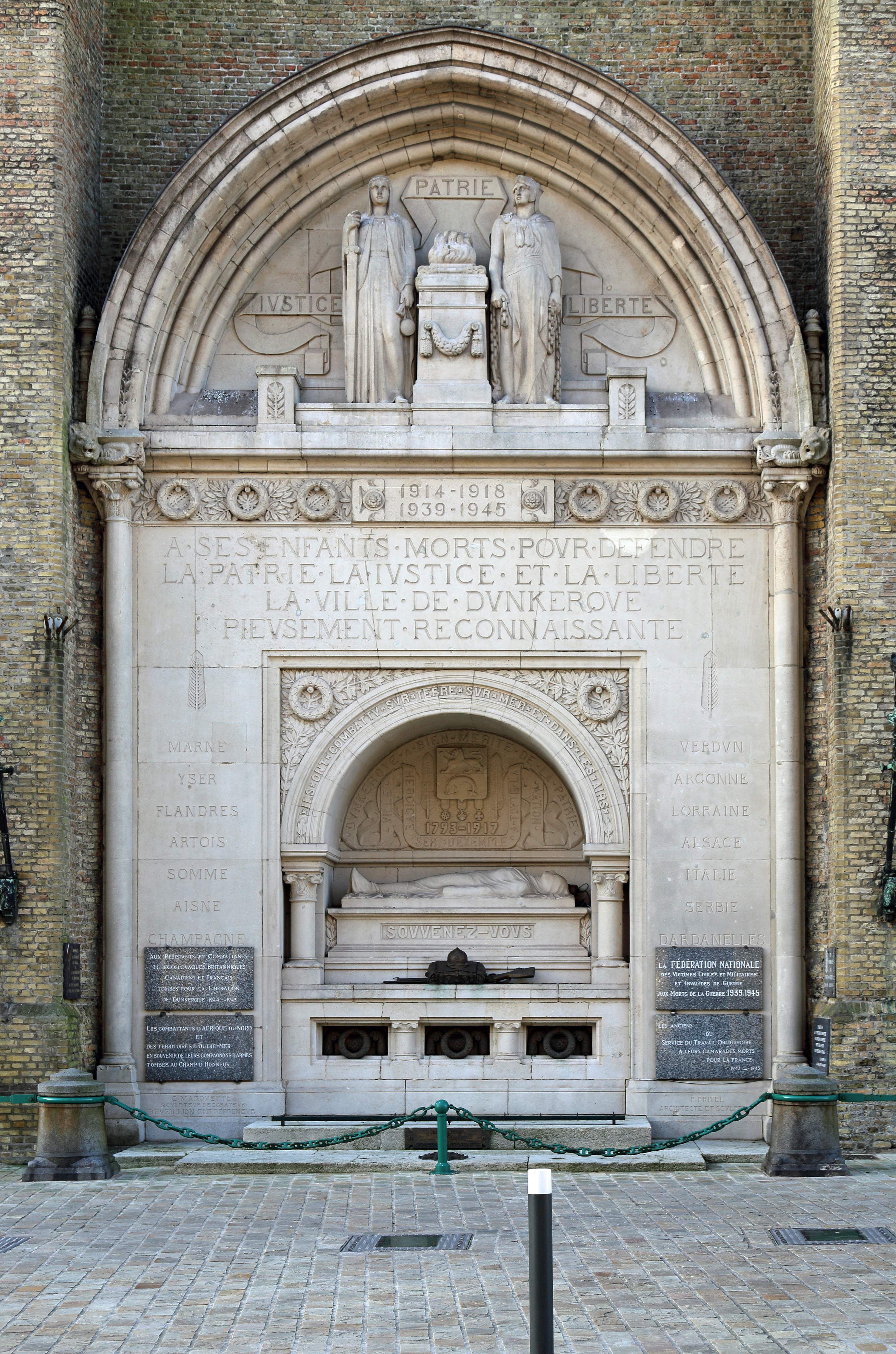
Кенотаф в Дюнкерке.
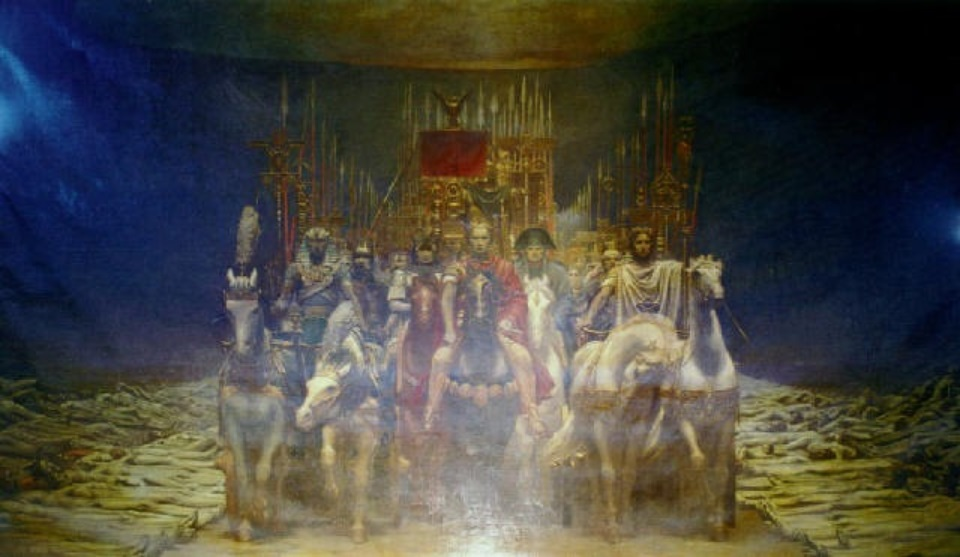
Завоеватели, 1892.
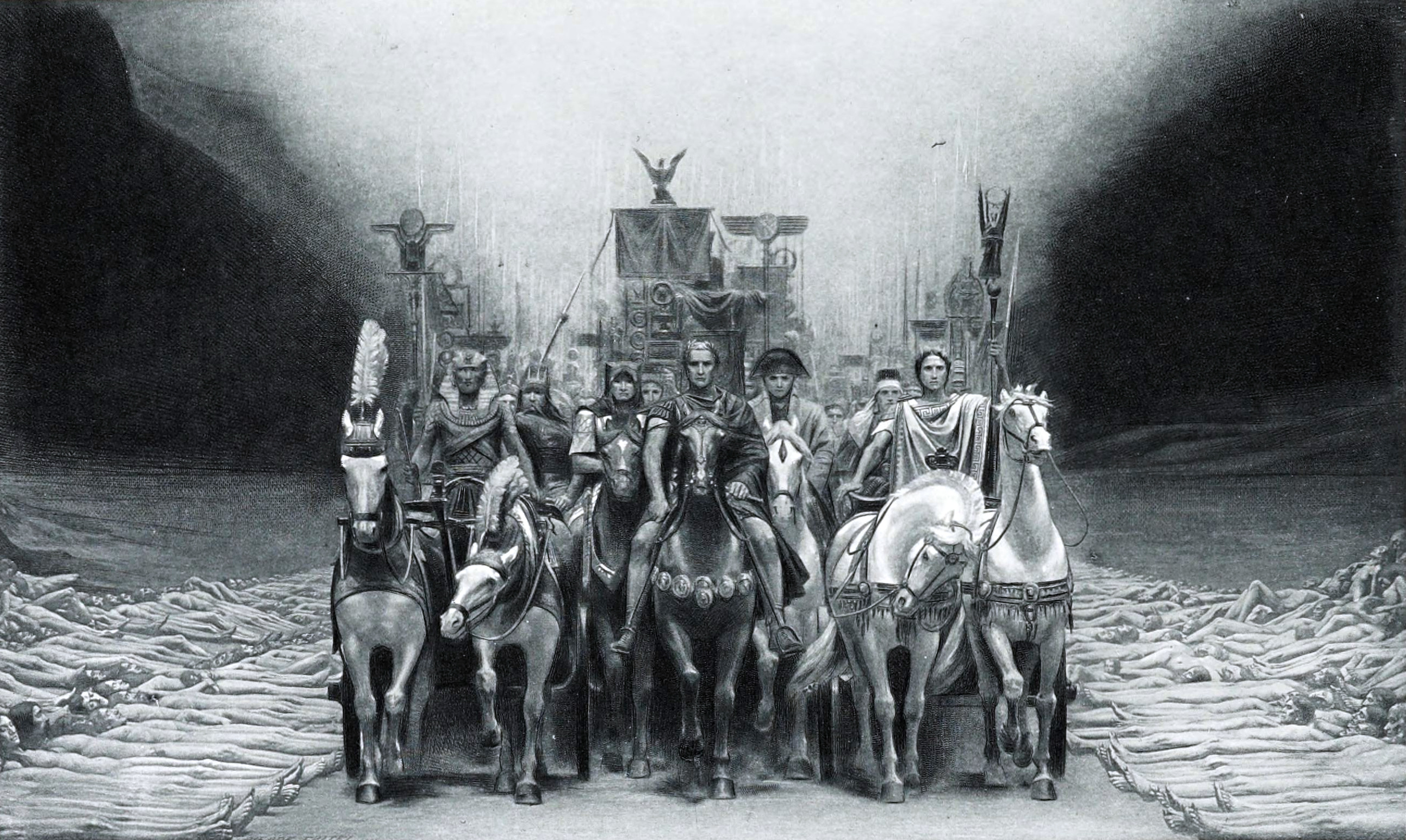
Завоеватели, 1892. Более чёткая черно-белая фотография.